# Dagfinn Høybråten

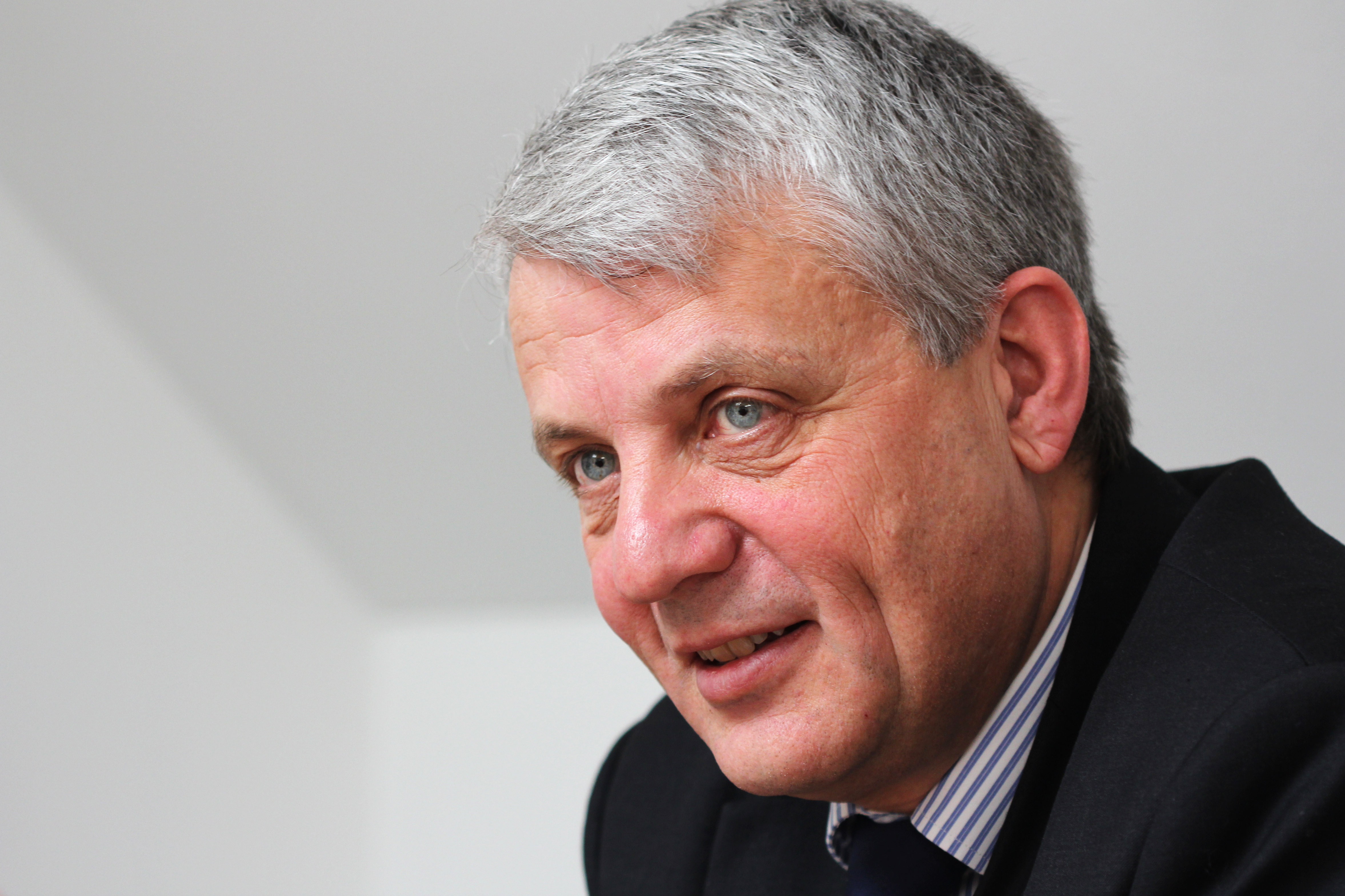
Dagfinn Høybråten

Dagfinn Høybråten (* 2. Dezember 1957 in Oslo) ist ein norwegischer Politiker der Christlichen Volkspartei (Krf), deren Vorsitz er von 2004 bis 2011 innehatte.
Høybråten studierte Politologie an der Universität Oslo und am Luther College, USA. Er war Gesundheitsminister von 1997 bis 2000 und erneut von 2001 bis 2004. Es gelang ihm in dieser Funktion, mit seiner Rauchverbotskampagne die Raucherquote in Norwegen stark zu senken. Die Maßnahme war Vorbild für andere internationale Rauchverbotsgesetze.
Anschließend war er bis 2005 Arbeits- und Sozialminister (Regierung Bondevik II). Danach führte er bis 2011 die Krf-Fraktion im Storting. Häufiger wurde der Abtreibungsgegner, der dem evangelikalen Misjonsforbundet angehört, wegen seiner angeblich „gesundheitfanatischen“ und christlich-fundamentalistischen Positionen kritisiert, wozu er keine Stellungnahmen abgab. Seit März 2013 arbeitet er als Generalsekretär des Nordischen Ministerrates. Er ist seit 2009 Mitglied des Boards der GAVI Alliance und war bis 2015 dessen Vorsitzender. Norwegen trägt einen der größten Anteile an der Finanzierung von GAVI.